# Susanna de la Croix

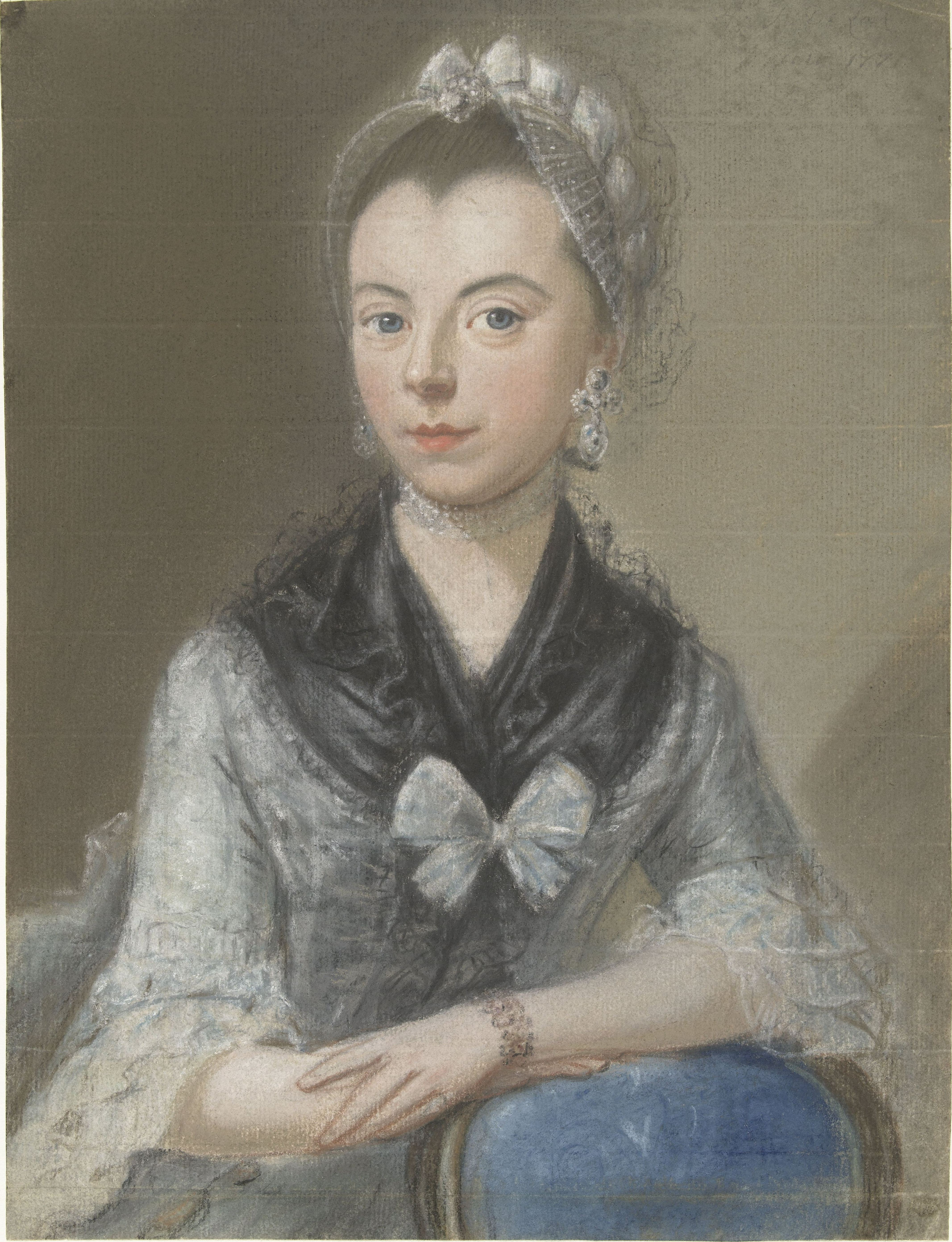
Susanna de la Croix (gemalt von ihrem Vater Pieter Frederik de la Croix)

Susanna de la Croix (* 31. Dezember 1755 in  Amsterdam; † 13. April 1789 in Den Haag) war eine niederländische Pastellmalerin und Zeichnerin. 

## Leben
Susanna, die taubstumme Tochter des Malers Pieter Frederik de la Croix und dessen Ehefrau Maria Regnier (geboren 1715), wurde am 3. Januar 1756 in der Amsterdamer Wallonischen Kirche getauft. Die Ausbildung als Porträtmalerin erhielt Susanna von ihrem Vater. Am 17. September 1775 heiratete Susanna den Maler Jan van Os. Das Paar bekam sieben Kinder. Drei wurden Maler – Pieter Gerardus, Maria Margaretha und George Jacobus Johannes. Susanna de la Croix starb im Alter von 33 Jahren an den Pocken und wurde in der Neuen Kirche in Den Haag beigesetzt. 